# دی متیل مالئات
دی متیل مالئات (به انگلیسی: Dimethyl maleate) با فرمول شیمیایی C6H8O4 یک ترکیب شیمیایی با شناسه پاب‌کم 7962 است. که جرم مولی آن ۱۴۴٫۱۳ گرم بر مول می‌باشد. 